# Mikel Balenziaga Oruesagasti
Mikel Balenziaga Oruesagasti (Zumarraga, 29 de febrer de 1988) és un exfutbolista professional basc, que ocupava la posició de defensa. Ha estat internacional amb la selecció espanyola sub-19 i la sub-21 i també amb la selecció basca.

## Trajectòria
Comença a les categories inferiors de la Reial Societat, arribant a jugar amb el seu equip B. A la campanya 08/09, però, marxa a l'altre gran club basc, l'Athletic Club. Tot i pensat per formar part del filial, prompte es fa un lloc en l'onze dels de San Mamés, tot sumant 24 partits a primera divisió.
La temporada 09/10 és cedit al CD Numancia, acabat de baixar a la Segona Divisió. Posteriorment fou cedit al Reial Valladolid, i el juny de 2013 l'Athletic decidí d'executar la clàusula de recuperació del jugador, que passà a formar part de la primera plantilla de l'Athletic per a la temporada 2013-14.

## Palmarès
- 1 Supercopa d'Espanya: 2015 (Athletic Club)[3]